# Irwin Bazelon
Irwin Bazelon (né le 4 juin 1922 Evanston, Illinois, décédé le 2 août 1995 à New York) est un compositeur américain.
La musique du compositeur américain contemporain Irwin Bazelon est connue pour ses rythmes intéressants et l'accent mis sur les sections de cuivres et de percussions. Au total, Bazelon a composé neuf symphonies et plus de soixante pièces pour orchestre, musique de chambre et œuvres instrumentales. Certaines de ses œuvres les plus célèbres sont Short Symphony, Churchill Downs, et Propulsions, qui est écrite pour 113 instruments à percussion et doit être jouée par sept interprètes. Sa musique est enregistrée sous les labels Composers Recordings, Inc et Albany Records. Parmi les artistes qui ont enregistré sa musique, on trouve les chefs Harold Farberman et Gianmaria Griglio, la soprano Nancy Allen Lundy, le pianiste Scott Dunn et les percussionnistes William Moersch, Eliseo Raël, et William Klymus. La musique Bazelon manque de toute pulsation régulière, et au contraire elle se caractérise par des syncopes imprévisibles, des groupements irréguliers, triplés inattendus et accents décalés.

## Formation
Irwin Bazelon est l'aîné des deux fils, nés de Roy et Jeanette Bazelon. Ses grands-parents ont émigré de Russie aux États-Unis dans les années 1890. Très jeune, Bazelon a contracté la scarlatine qui l'a laissé avec un tympan perforé et une perte auditive sévère à une oreille. Cela a entraîné une introspection, au point que le compositeur dit comment il a été guéri lorsqu'il a abandonné «le monde intérieur violent et silencieux». L'oreille très fine de Bazelon et sa sensibilité aux sons résultent également de sa précoce perte auditive partielle.
Enfant, Bazelon était un athlète doué. Son père espérait qu'il aurait une carrière de joueur de baseball. En outre, dans sa jeunesse, le compositeur a également joué dans un orchestre de jazz, ce qui plus tard lui a servi de source d'inspiration pour beaucoup de ses œuvres, comme la Symphonie no 3 et Churchill Downs. Lorsque Bazelon a eu 17 ans, il a entendu la Septième Symphonie de Beethoven interprétée par l'Orchestre symphonique de Chicago. C'est alors que le jeune Bazelon a décidé qu'il allait faire de la musique et devenir compositeur. En 1942, il a quitté les cours d'arts de l'Université Northwestern pour étudier la musique à l'Université DePaul.
À l'Université DePaul, Bazelon étudié la composition avec Leo Stein, qui a favorisé les progrès de Bazelon dans le domaine de la composition. Les œuvres de cette époque sont mineures, mais montrent une évolution rapide des talents de compositeur et de sa vision artistique forte. Il est sorti diplômé de DePaul avec un baccalauréat (1944) et une maîtrise (1945) en musique. Bazelon a continué à l'Université Yale pour étudier la composition avec Paul Hindemith. Malheureusement, Bazelon ne pouvait pas s'adapter aux méthodes d'enseignement d'Hindemith et moins d'un an après, a déménagé à Oakland, en Californie pour étudier avec Darius Milhaud au Mills College. Bazelon a dit de Milhaud qu'il avait eu une influence majeure sur sa vie créatrice du compositeur.

## Carrière
En 1948, le compositeur s'installe à New York. Là, il a gagné sa vie en écrivant la musique de documentaires, de films d'art, et de productions théâtrales, dont deux ont été jouées par l'American Shakespeare Theatre à partir du milieu des années 1950 jusqu'au milieu des années 1970 : La Mégère apprivoisée et Les Joyeuses Commères de Windsor. En 1953, Bazelon a également commencé à écrire de la musique pour des publicités. Il est surtout célèbre pour avoir signé la musique d'ouverture de NBC news (en). En fait, Bazelon se désignait lui-même comme le «père de la musique contemporaine dans les publicités». Contrairement à beaucoup de ses contemporains, Bazelon a refusé de demander un poste permanent dans une université; il a vécu de ses compositions.
Bazelon a été chef invité dans des écoles telles que l'Université Rutgers, Eastman School of Music, Oberlin College, l'Université Rice et l'Université de Virginie. Il a dirigé sa musique avec des orchestres tels que le National Symphony Orchestra et l'Orchestre symphonique de Détroit. En 1975, Bazelon publié Knowing the Score: Notes of Film Music, qui marque la fin de sa carrière commerciale. En 1983, Bazelon a reçu le prix Koussevitzky pour sa contribution à la musique contemporaine, ce qui a renforcé sa renommée internationale.

## Compositions

### Œuvres pour orchestre

#### Symphonies
- 1962 Symphonie nº 1, pour orchestre
- 1962 Symphonie nº 2 Testament to a Big City, pour orchestre
- 1962 Symphonie nº 3, pour ensemble de chambre (flûte, 2 clarinettes, 4 cors en fa, 6 trompettes, 4 trombones, 2 tubas, 4 percussions, piano, célesta, altviool, cello, elektrische gitaar)
- 1963 Symphonie concertante, pour orchestre
- 1965 Symphonie nº 4, pour orchestre
- 1967 Symphonie nº 5, pour orchestre
- 1969 Symphonie nº 6, pour orchestre
- 1980 Symphonie nº 7, en deux parties - ballet pour orchestre
- 1980 Symphonie nº 7, ballet pour orchestre
- 1986 Symphonie nº 8, pour orchestre à cordes
- 1988 Symphonie nº 8 1/2, pour orchestre
- 1992 Symphonie nº 9 - Sunday Silence

#### Autres œuvres pour orchestre
- 1947 Adagio & Fugue, pour orchestre à cordes
- 1951 Concert Overture, pour orchestre
- 1959 Concert Ballet: Centauri 17, pour orchestre
- 1960 Overture to Shakespeare's "Taming of the Shrew", pour orchestre
- 1965 Excursion, pour orchestre
- 1965 Dramatic Movement, pour orchestre
- 1975 A Quiet Piece for a Violent Time, pour orchestre
- 1976 Spirits of the Night, pour orchestre
- 1976 De-tonations, pour orchestre
- 1979 Junctures, pour orchestre
- 1981 Spires, pour orchestre
- 1982 Tides, pour orchestre
- 1985 Trajectories, pour orchestre
- 1986 Motivations, pour orchestre
- 1992 Entre nous, pour violoncelle solo et orchestre
- 2003 Memories of a Winter Childhood, pour orchestre op. postuum
- 2003 Prelude to Hart Crane's "The Bridge", pour orchestre op. postuum

### Œuvres pour orchestre d'harmonie
- 1970 Dramatic Fanfare, pour 4 cors en fa, 3 trompettes, 3 trombones, 1 tuba, 3 percussions
- 1990 Midnight Music, pour orchestre d'harmonie
- 1994 Fire and Smoke, pour orchestre d'harmonie

### Musique de chambre
- 1947 Quatuor à cordes nº 2
- 1952 Cinq pièces, pour violoncelle et piano
- 1954 Movimento da Camera, pour flûte, basson, cor en fa et clavecin
- 1963 Quintette de cuivres
- 1965 Early American Suite, pour quintette à vent et clavecin
- 1975 Quintette à vent
- 1976 Double Crossings,
- 1983 Quintessentials, pour flûte, clarinette, slagwerk, marimba et contrebasse
- 1993 Bazz Ma Tazz, pour 8 trombones, 4 trombones basses, 6 percussions

### Œuvres pour piano
- 1947 Sonate nº 1
- 1949 Sonate nº 2
- 1950 Cinq pièces
- 1953 Sonate nº 3